# Breaker (억셉트의 음반)
| 전문가 평가                      | 전문가 평가 |
| 평가 점수                        | 평가 점수   |
| 출처                             | 점수        |
| -------------------------------- | ----------- |
| AllMusic                         | [ 1 ]       |
| Collector's Guide to Heavy Metal | 8/10        |
| Sputnikmusic                     | [ 3 ]       |

《Breaker》는 독일의 헤비 메탈 밴드 억셉트가 발매한 세 번째 스튜디오 음반이다. 이 음반은 디르크 스테펜스가 프로듀싱을 맡으면서 빌스터의 델타 스튜디오에서 다시 한번 녹음되었으며, 미하일 바그너가 엔지니어링한 첫 번째 억셉트 음반이었다. 베이시스트 피터 발테스는 〈Breaking Up Again〉에서 리드 보컬을, 〈Midnight Highway〉에서 브리지 보컬을 부른다

## 배경
《I'm a Rebel》의 상업주의 시도가 실패한 후, 억셉트는 더 이상 외부 사람들이 밴드에 영향을 미치는 것을 허용하지 않기로 결정했다. 매우 추운 겨울 한 가운데 힘을 합쳐, 밴드 멤버들은 그들 자신이 만들고 싶은 음반을 만드는 데 집중했다. 우도 디르크슈나이더는 "《I'm a Rebel》에 대한 우리의 경험에 따라 우리는 이번에 밴드 밖의 다른 사람들로부터 음악적 영향을 받지 않는 것을 목표로 삼았다"고 기억한다. 우도는 《Breaker》가 억셉트의 최고 음반 중 하나라고 믿고 있으며, 1985년까지 지속된 밴드의 황금기의 시작을 알리며, 이 음반 제목은 나중에 우도 자신의 음반 회사인 브레이커 레코드의 이름이 될 것이다.
울프 호프만은 "아마도 우리는 이전의 레코드에서 나온 오래된 접근법이 잘 작동하지 않는다는 것을 알고 있었을 것입니다. 그래서 우리는 '빌어먹을, 그냥 우리가 옳다고 생각하는 것을 하고, 다른 사람이 되려고 하지 말자, 더 이상 라디오 히트를 치려고 하지 말자'고 말하고 있었습니다." 상업적 관심에 유일하게 양보할 수 있는 것은 〈Midnight Highway〉였는데, 울프는 이를 "반상업적인 시도의 일종"이며 "내 취향에 약간 너무 행복하다"고 묘사했다.

## 곡 목록
모든 곡들은 억셉트에 의해 작사/작곡하였다.
| #  | 제목                      | 재생 시간 |
| -- | ------------------------- | --------- |
| 1. | 〈Starlight〉             | 3:52      |
| 2. | 〈Breaker〉               | 3:35      |
| 3. | 〈Run If You Can〉        | 4:48      |
| 4. | 〈Can't Stand the Night〉 | 5:23      |
| 5. | 〈Son of a Bitch〉        | 3:53      |

| #   | 제목                  | 재생 시간 |
| --- | --------------------- | --------- |
| 6.  | 〈Burning〉           | 5:13      |
| 7.  | 〈Feelings〉          | 4:48      |
| 8.  | 〈Midnight Highway〉  | 3:58      |
| 9.  | 〈Breaking Up Again〉 | 4:37      |
| 10. | 〈Down and Out〉      | 3:44      |